# Cerro Zorra Kollu
Cerro Zorra Kollu är ett berg i Bolivia.   Det ligger i departementet La Paz, i den centrala delen av landet, 400 km nordväst om huvudstaden Sucre. Toppen på Cerro Zorra Kollu är 4 730 meter över havet, eller 199 meter över den omgivande terrängen. Bredden vid basen är 1,7 km.
Terrängen runt Cerro Zorra Kollu är bergig österut, men västerut är den kuperad. Runt Cerro Zorra Kollu är det glesbefolkat, med 11 invånare per kvadratkilometer.. Närmaste större samhälle är Palca, 13,4 km söder om Cerro Zorra Kollu. 
Trakten runt Cerro Zorra Kollu består i huvudsak av gräsmarker.